# Monumento Científico Moisés Bertoni

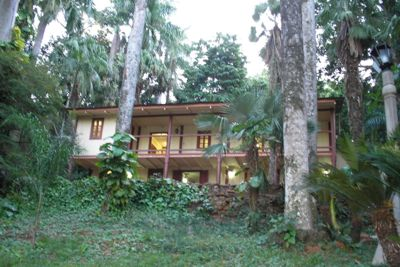
Casa del sabio Moisés Bertoni.

El Monumento Científico Moisés Bertoni se encuentra ubicado en el Distrito de Presidente Franco,Paraguay a orillas del río Paraná y fue reconocido el 13 de abril de 1955, (actualmente cerrado temporalmente)
Este monumento fue la casa del sabio suizo Moisés Santiago Bertoni (* 1857 Lottigna, Tesino, Suiza - 1929 Foz de Iguazú), el cual se afincó siendo muy joven en esta zona, y prestó invalorables servicios al pueblo y al gobierno paraguayo. Llegó a ser ministro de Agricultura del Paraguay. Falleció en este sitio en 1929.

## La casa
En ella se explica la historia y la vida de Moisés Bertoni, un suizo que investigó y aprendió sobre la cultura de los guaraníes, probablemente más que cualquier otro europeo de su tiempo. Bertoni fue un verdadero idealista del anarquismo y un apasionado botánico que se estableció con su familia en las selvas de Paraguay en 1894, para poner en práctica sus ideales anarquistas procedentes de Europa. 
Terminó enamorándose de la cultura guaraní, de sus creencias y de las personas a quienes conoció. Probablemente, su contribución más significativa fue su pasión por promover y proteger la cultura guaraní y su pueblo. Sin saberlo, ha dejado un legado de gran influencia en la identidad cultural en el Paraguay

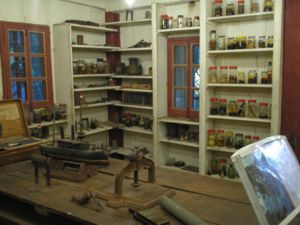
Laboratorio de Bertoni. Ex-silvis (desde la selva).

Su casa fue también su laboratorio, biblioteca e imprenta, donde él mismo imprimía su artículos científicos (la mayoría de ellos nunca se hicieron públicos en la comunidad científica). Todos los impresos que se emitían en este lugar tenían el logo Ex silvis (desde la selva). El calendario de lluvia y predicciones fueron utilizados por los agricultores paraguayos, brasileños y argentinos durante décadas después de su muerte. Fue un meticuloso observador de la naturaleza y de los guaraníes, personas que vivían con él en su colonia, clasificando y estudiando miles de plantas y fue capaz de aprender de ellos muchas aplicaciones medicinales de las hierbas.
En las diez salas del museo, pueden ser observados objetos personales, manuscritos de libros, cartas, parte de la biblioteca de siete mil volúmenes y una reconstrucción del laboratorio y de la gráfica de Bertoni. El conjunto es considerado por especialistas de importantísima referencia histórica en las ciencias a las cuales Bertoni y sus hijos dedicaron décadas de estudio.

## El monumento

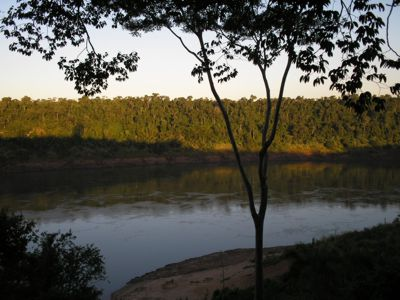
El río Paraná visto desde la casa del sabio.

El monumento consta de 199 ha, protegidas legalmente desde 1955. En él sitio habitan normalmente los guardaparques que cuidan el lugar, y una comunidad de indígenas Mbyá.
Un dato peculiar es que el cementerio de los descendientes de la familia Bertoni, está a metros de la casa. Debido a que era una prolífica familia, luego de la muerte del sabio, varios descendientes fueron enterrados ahí, hasta que eso fue prohibido.

## Flora y Fauna
En esta área pueden apreciarse los legados del sabio Bertoni en Botánica, Zoología, Meteorología, Antropología y otras ciencias. En la zona, se resguarda una pequeña área del bosque Atlántico del río Paraná, con especies como el palmito (Euterpe edulis), el Kuri'u (Araucaria angustifolia), el helecho arborescente, el Jacu-apeti (Aburria jacutinga), el pájaro carpintero (Dryocopus galeatus), entre otros, los cuales están en peligro de extinción y algunas nacientes de agua y saltos de agua. 
También se realizan ensayos, investigaciones agroforestales experimentales, se estima que cerca del 60% de las especies vegetales fueron introducidas por Moisés Bertoni.
Muchas de estas especies solamente existen en este lugar, ya que son especies exóticas que fueron introducidas por el sabio, producto de su intercambio con expertos de otras latitudes, con los cuales se comunicaba a través de cartas.

## Ubicación
La zona de influencia está delimitada por fronteras naturales: en el norte por el río Monday, en el este por el río Paraná, en el sur por el arroyo Itá Coty, y en el oeste por la ruta que une Presidente Franco con Los Cedrales.

## Cómo llegar
Queda a 26 km de Ciudad del Este, tomando la supercarretera hacia el sur. A 10 km se llega a la ciudad de Presidente Franco, se toma el camino a Los Cedrales otros 10 km hay un cartel indicador, y se entra hacia la izquierda (hacia el río Paraná) unos 5 km; estos últimos 15 km son caminos de tierra. El acceso no es bueno, pero con un poco de paciencia puede hacerse en vehículos livianos.

## Turismo
El Puerto Bertoni, como lo llaman los paraguayos, es un sitio turístico de singular belleza, debido a su estratégica ubicación en la ribera del río Paraná, donde este sinuoso río que aún corre encajonado, hace un giro de 70°.
Actualmente, es explotado turísticamente por empresas brasileñas y argentinas, que incluyen dentro de su circuito de las cataratas y las tres fronteras, un paseo en barcos, y llegan diariamente hasta este lugar por el río.
En la playa, los indígenas mbya, al atardecer hacen su danza tribal y luego ofrecen a los visitantes, artesanía por ellos realizadas. 
Posteriormente los visitantes suben hasta la casa (a unos 600 m) para visitar el museo y disfrutar de sus recorridos.

## Ecología
Tiene un valor ecológico como representación del ecosistema nativo, un lugar único, donde se albergan los trabajos de investigación, del sabio suizo Moisés de Santiago Bertoni, que vivió en Paraguay, , sobre la rica flora paraguaya; este museo fue restaurado recientemente. El objetivo es la protección de una de las últimas áreas silvestres del Alto Paraná; y también la conservación de los recursos naturales, sobre todo de los bosques.

## Clima
La temperatura media anual es de 21 °C; la máxima llega a 38 °C y la mínima a 0 °C. La cantidad anual más alta del país en precipitación pluvial se da en la región de Alto Paraná. En invierno son permanentes el rocío y la neblina.

## Indígenas
La propiedad que Moisés Bertoni había adquirido del gobierno paraguayo se encontraba dentro del territorio de los Mbyá. Las 199 ha que quedan de la antigua propiedad y que hoy en día conforman el Monumento Científico Moisés Bertoni todavía están pobladas por tres aldeas indígenas, que ocupan aproximadamente 10 a 12 ha en dos parcelas habitada por 200 originarios muy cerca una de otra.
- Datos: Q6022919